# (2801) Huygens
(2801) Huygens ist ein Asteroid des Hauptgürtels, der am 28. September 1935 vom niederländischen Astronomen Hendrik van Gent in Johannesburg entdeckt wurde. 
Der Asteroid ist nach dem niederländischen Astronomen, Physiker und Mathematiker Christiaan Huygens benannt.